# Kobilino
Kobilino (bułg. Кобилино) – wieś w południowej Bułgarii, w obwodzie Chaskowo, gminie Iwajłowgrad. Według danych Narodowego Instytutu Statystycznego, 31 grudnia 2011 roku wieś liczyła 77 mieszkańców.